# Bettelainville
Bettelainville là một xã trong vùng Grand Est, thuộc tỉnh Moselle, quận Thionville-Est, tổng Metzervisse. Tọa độ địa lý của xã là 49° 14' vĩ độ bắc, 06° 18' kinh độ đông. Bettelainville nằm trên độ cao trung bình là 283 mét trên mực nước biển, có điểm thấp nhất là 198 mét và điểm cao nhất là 301 mét. Xã có diện tích 13,71 km², dân số vào thời điểm 1999 là 598 người; mật độ dân số là 43 người/km². Xã nằm khoảng 17 km về phía đông nam của Thionville, thuộc Pháp từ năm 1661.

## Thông tin nhân khẩu
| 1962 | 1968 | 1975 | 1982 | 1990 | 1999 |
| ---- | ---- | ---- | ---- | ---- | ---- |
| 302  | 348  | 393  | 511  | 513  | 598  |